# Amphilophus amarillo
Amphilophus amarillo es una especie de peces de la familia Cichlidae en el orden de los Perciformes.

## Morfología
Los machos pueden llegar alcanzar los 15,5 cm de longitud total.

## Distribución geográfica
Se encuentra en  América Central: Nicaragua.  